# Застряглий у димарі
«Застряглий в димоході» (англ. Caught in a Flue) — американська короткометражна кінокомедія Моргана Уоллеса 1914 року з Роско Арбаклом в головній ролі.

## У ролях
Роско «Товстун» Арбакл